# 大悟县第一中学
大悟一中全称大悟县第一中学，是位於中國湖北省大悟縣的一所中學，也是湖北省首批确定的60所重点中学之一，市级示范学校。建校于1940年秋。